# Lista de seleções nacionais de futebol da América Central, América do Norte e Caribe por apelido
Esta é uma lista de seleções nacionais de futebol da América Central, América do Norte e Caribe por apelido (português brasileiro) ou alcunha (português europeu).

## América Central
| Seleção     | Apelido             | Tradução                        | Notas | Ref.   |
| ----------- | ------------------- | ------------------------------- | --- | ------ |
| Belize      | Os Jaguares         | Os Jaguares                     | Belize é o lar de uma das maiores populações de onças-pintadas. A Reserva Jaguar é considerada a maior do mundo, possuindo 150 milhas quadradas (388,4 quilômetros quadrados). | [ 1 ]  |
| Belize      | The Unbelizeables   | Os Inacreditáveis               | Belize é o lar de uma das maiores populações de onças-pintadas. A Reserva Jaguar é considerada a maior do mundo, possuindo 150 milhas quadradas (388,4 quilômetros quadrados). |        |
| Costa Rica  | Los Ticos           | Os Ticos                        | Hábito linguístico local de criar diminutivos, acrescentando o sufixo “-tico” em vez de “-tito” no final das palavras.                                                         | [ 2 ]  |
| Costa Rica  | La Sele             | A Seleção                       | Apelido criado em homenagem à seleção nacional, que conquistou três campeonatos da CONCACAF (1963, 1969 e 1989) e 8 edições da Copa Centroamericana.                           | [ 3 ]  |
| Costa Rica  | Los Matacampeones   | Os Matadores de Campeões        | Apelido criado em homenagem à seleção nacional, que conquistou três campeonatos da CONCACAF (1963, 1969 e 1989) e 8 edições da Copa Centroamericana.                           | [ 4 ]  |
| El Salvador | La Selecta          | O Selecionado                   | |        |
| El Salvador | Los Cuscatlecos     |                                 | | [ 5 ]  |
| El Salvador | La Azul y Blanco    | A Azul e Branco                 | Referência às cores da bandeira de El Salvador. |        |
| El Salvador | La ES               | Referência às iniciais do país. | |        |
| Guatemala   | Los Chapines        | Os Guatemaltecos                | "Chapin" é uma gíria em espanhol usada para se referir aos guatemaltecos. | [ 6 ]  |
| Guatemala   | La Azul y Blanco    | A Azul e Branco                 | Referência às cores da bandeira da Guatemala. | [ 7 ]  |
| Guatemala   | La Bicolor          | A Bicolor                       | |        |
| Guatemala   | La Furia Azul       | A Fúria Azul                    | |        |
| Guatemala   | Los Mayas           | Os Maias                        | |        |
| Guatemala   | Los Hombres de Maíz | Os Homens de Maíz               | |        |
| Honduras    | Los Catrachos       | Os Catrachos                    | Catracho é um nome próprio masculino frequente em Honduras. | [ 8 ]  |
| Honduras    | La Bicolor          | A Bicolor                       | Referência às cores da bandeira de Honduras. | [ 9 ]  |
| Honduras    | La H                |                                 | Referência à letra inicial do país (H). | [ 10 ] |
| Nicarágua   | Los Albiazules      | Os Azuis e Brancos              | Referência às cores da bandeira da Nicarágua. | [ 11 ] |
| Nicarágua   | Los Pinoleros       |                                 | "Pinolero" é uma gíria em espanhol usada para se referir aos nicaraguenses. | [ 11 ] |
| Panamá      | La Marea Roja       | A Maré Vermelha                 | | [ 12 ] |
| Panamá      | Equipo Canalero     | O Time do Canal                 | Referência ao Canal do Panamá. | [ 12 ] |

## América do Norte
| Seleção                    | Apelido               | Tradução              | Notas | Ref.                 |
| -------------------------- | --------------------- | --------------------- | --- | -------------------- |
| Canadá                     | Os Canucks            | Os Canucks            | "Canuck" é uma gíria usada para se referir aos canadenses.                                                                          | [ 13 ] [ 14 ]        |
| Canadá                     | Les Rouges            | Os Vermelhos          | Referência à cor do uniforme titular da seleção.                                                                                    | [ 15 ] [ 16 ] [ 17 ] |
| Estados Unidos (masculino) | USMNT                 | USMNT                 | Acrônimo para "United States Men's National Football Team".                                                                         | [ 18 ] [ 19 ]        |
| Estados Unidos (masculino) | Stars & Stripes       | Stars & Stripes       | Referência à bandeira dos Estados Unidos.                                                                                           | [ 20 ]               |
| Estados Unidos (masculino) | Os Ianques            | Os Ianques            | | [ 21 ]               |
| Estados Unidos (feminino)  | USWNT                 | USWNT                 | Acrônimo para "United States Women's National Football Team".                                                                       | [ 22 ] [ 23 ]        |
| Estados Unidos (feminino)  | Team USA              | Team USA              | Usado para se referir a qualquer uma das várias equipes esportivas que representam os Estados Unidos em competições internacionais. | [ 24 ]               |
| Estados Unidos (feminino)  | The Stars and Stripes | The Stars and Stripes | | [ 20 ]               |
| México                     | El Tri / Tricolor     | A Tricolor            | Referência às cores da bandeira do México (verde, branca e vermelha).                                                               | [ 25 ] [ 26 ]        |

## Caribe
| Seleção                      | Apelido                                       | Tradução                                      | Notas | Ref.          |
| ---------------------------- | --------------------------------------------- | --------------------------------------------- | --- | ------------- |
| Anguilla                     | Os Guerreiros do Arco-Íris                    | Os Guerreiros do Arco-Íris                    | Anguilla possui uma das maiores comunidades de golfinhos.                                                                                  | [ 1 ]         |
| Anguilla                     | The Soccer Dolphins (Os Golfinhos do Futebol) | The Soccer Dolphins (Os Golfinhos do Futebol) | Anguilla possui uma das maiores comunidades de golfinhos.                                                                                  | [ 1 ]         |
| Antígua e Barbuda            | The Wadadi Boyz                               | The Wadadi Boyz                               | Wadadi é uma dança local. | [ 27 ]        |
| Aruba                        | Seleccion                                     | Seleção                                       | | [ 28 ]        |
| Bahamas                      | Rake & Scrape Boys                            | Rake & Scrape Boys                            | O Rake-and-scrape é um gênero musical nativo das Bahamas.                                                                                  | [ 29 ]        |
| Barbados                     | Bajan Pride (Orgulho Bajan)                   | Bajan Pride (Orgulho Bajan)                   | Bajan é um termo usado entre a população barbadiana.                                                                                       | [ 30 ]        |
| Bermudas                     | Guerreiros do Gombey                          | Guerreiros do Gombey                          | | [ 31 ]        |
| Cuba                         | Los Leones del Caribe                         | Os Leões do Caribe                            | | [ 32 ]        |
| Curaçau                      | As Estrelas Azuis                             | As Estrelas Azuis                             | | [ 33 ]        |
| Dominica                     | Dominica Team                                 | Dominica Team                                 | | [ 34 ]        |
| Dominica                     | Los Pericos                                   | Os Papagaios                                  | [ 34 ] |               |
| Granada                      | Spice Boyz                                    | Spice Boyz                                    | Granada é conhecida como a "ilha das especiarias".                                                                                         | [ 35 ]        |
| Guiana                       | Jaguares Dourados                             | Jaguares Dourados                             | | [ 36 ]        |
| Guiana Francesa              | Les Yana Dòkòs                                |                                               | | [ 37 ]        |
| Guadalupe                    | Les Gars de Guadeloupe                        | Os Rapazes de Guadalupe                       | | [ 38 ]        |
| Guadalupe                    | Les Boug'Wada                                 | Gwada Boys                                    | | [ 38 ]        |
| Haiti                        | Les Grenadiers                                | Os Soldados                                   | | [ 39 ]        |
| Haiti                        | Le Rouge et Bleu                              | Os Vermelhos e Azuis                          | Referência às cores da bandeira do Haiti.                                                                                                  | [ 40 ]        |
| Ilhas Cayman                 | As Tartarugas                                 | As Tartarugas                                 | A tartaruga-marinha é considerada um símbolo das Ilhas Cayman, aparecendo inclusive nas notas de dólar e no brasão de armas do território. | [ 41 ]        |
| Ilhas Virgens Americanas     | As Águias Elegantes                           | As Águias Elegantes                           | | [ 42 ]        |
| Ilhas Virgens Britânicas     | Nature Boyz                                   | Nature Boyz                                   | | [ 43 ]        |
| Jamaica (masculino)          | Reggae Boyz                                   | Reggae Boyz                                   | | [ 44 ]        |
| Jamaica (feminino)           | Reggae Girlz                                  | Reggae Girlz                                  | [ 45 ] |               |
| Martinica                    | Les Matinino                                  |                                               | | [ 46 ] [ 47 ] |
| Montserrat                   | Emerald Boys                                  | Emerald Boys                                  | O território ultramarino de Montserrat é conhecido como "Ilha Esmeralda do Caribe".                                                        | [ 44 ]        |
| Porto Rico                   | El Huracán Azul                               | O Furacão Azul                                | | [ 48 ]        |
| República Dominicana         | Los Quisqueyanos                              | Os Quisqueyanos                               | Quisqueya é um dos nomes da Ilha de São Domingos (ou Hispaniola), cujo significado é "mãe de todas as terras" (em taíno),                  | [ 49 ]        |
| Santa Lúcia                  | Piton Boyz                                    | Piton Boyz                                    | | [ 48 ]        |
| São Cristóvão e Neves        | Sugar Boys                                    | Sugar Boys                                    | | [ 50 ]        |
| São Martinho (França)        | Saint Swallows                                | Saint Swallows                                | | [ 51 ]        |
| São Martinho (Países Baixos) |                                               |                                               | |               |
| São Vicente e Granadinas     | Vincy Heat                                    | Vincy Heat                                    | "Vincy" é um apelido usado para se referir a ilha de São Vicente.                                                                          | [ 52 ]        |
| Suriname                     | De Natio                                      |                                               | | [ 53 ]        |
| Suriname                     | Suriboys                                      | Suriboys                                      | | [ 53 ]        |
| Trinidad e Tobago            | Guerreiros do Soca                            | Guerreiros do Soca                            | | [ 54 ]        |
| Turks e Caicos               | TCI Team                                      | TCI Team                                      | Acrônimo para "Turks and Caicos Islands".                                                                                                  | [ 55 ]        |